# North America 4 2006
Il 2006 North America 4 è stata la prima edizione di questa competizione di rugby tra 4 nuove squadre nordamericane. Ognuna delle quattro squadre ha affrontato una delle altre due volte. Il torneo si è svolto in  Columbia Britannica, e poi a Columbus (Ohio). Il torneo è stato vinto da Canada West che sconfitto gli USA Falcons 31-20 nella finale.

## Classifica prima fase
| Squadra     | Vinte | Par. | perse | Pts + | Pts - | Pts diff. | Bonus pts | Pts |
| ----------- | ----- | ---- | ----- | ----- | ----- | --------- | --------- | --- |
| Canada West | 4     | 1    | 1     | 246   | 113   | 133       | 3         | 21  |
| USA Falcons | 3     | 0    | 3     | 165   | 144   | 21        | 5         | 17  |
| Canada East | 3     | 1    | 2     | 168   | 128   | 40        | 3         | 17  |
| USA Hawks   | 1     | 0    | 5     | 86    | 279   | -193      | 1         | 5   |

## Risultati

### 1. Fase
- 20 maggio Canada East 14-29 USA Falcons
- 20 maggio Canada West 98-0 USA Hawks
- 24 maggio USA Hawks 33-22 USA Falcons
- 24 maggio Canada West 28-28 Canada East
- 27 maggio Canada East 34-11 USA Hawks
- 27 maggio Canada West 25-24 USA Falcons
- 22 luglio USA Falcons 25-24 Canada East
- 22 luglio USA Hawks 7-46 Canada West
- 26 luglio USA Falcons 45-17 USA Hawks
- 26 luglio Canada East 34-18 Canada West

### Finale 3. posto
- 29 luglio Canada East 34-18 USA Hawks

### Finale 1. posto
- 29 luglio Canada West 31-20 USA Falcons